# Duman
Duman es una banda turca de rock. El estilo del grupo combina elementos de la música folclórica turca con el rock moderno (en particular con el grunge). Duman se conforma de Kaan Tangöze (vocales y guitarra rítmica), Batuhan Mutlugil (guitarra principal y coros) y Ari Barokas (bajo y coros).

## Historia
A comienzos de la década de 1990, Kaan Tangöz vivía en la ciudad estadounidense de Seattle. Fue allí donde compuso su primera canción para el grupo de rock turco que formaría en el futuro, a la vez que era parte de una banda llamada Mad Madame). Cuando regresó a Turquía, conoció a Batuhan Mutlugil y Ari Barokas, quienes formaban parte de un grupo llamado Blue Blues Band. Juntos los tres decidieron formar una banda a la que llamaron Duman (que en turco significa "humo"). Luego de un tiempo en el que buscaron un baterista para Duman, decidieron trabajar con bateristas sin banda. Trabajaron con el baterista Alen Konakoğlu por un largo período hasta su último álbum.
A la fecha Duman ha lanzado 4 álbumes, uno de los cuales es un álbum en vivo. Lanzaron su primer álbum Eski Köprünün Altında en 1999 y su segundo, Belki Alışman Lazım, en 2002. Ambos álbumes cosecharon gran éxito en su natal Turquía e inspiraron a una nueva generación de bandas rock turcas. En 2004 lanzaron su tercer álbum, un álbum en vivo llamado Konser, el cual fue grabado en varios escenarios en la ciudad de Estambul. Su cuarto álbum, titulado Seni Kendime Sakladım, fue lanzado en 2005.
En 2009, Duman ha gradado un nuevo álbum en Irlanda en el estudio Grouse Lodge, donde otros artistas de la talla de Michael Jackson, R.E.M. o Muse han realizado sus grabaciones.

## Discografía
- Eski Köprünün Altında (1999) (Traducción: Debajo del Puente Viejo)

01 Köprüaltı (Bajo el puente)

02 Bebek (Nena)

03 Hatun (Mujer)

04 Halimiz Duman (En lo Profundo "Duman") 

05 Dağlar Bağlar (Montañas)

06 Hayatı Yaşa (Vive la Vida)

07 Yalnızlık Paylaşılmaz (La Soledad no puede ser compartida)

08 Dönek (Apóstata)

09 İstanbul (Estambul)

10 Senin Gibi (Como tuyo)

- Belki Alışman Lazım (2002) (Traducción: Quizás deberías acostumbrarte)

01 Bu Akşam (Esta Noche)

02 Herşeyi Yak (Quémalo Todo)

03 Oje (Esmalte)

04 Kırmış Kalbini (Corazón roto)

05 Masal (Cuento de hadas)

06 Manası Yok (Sin signidicado)

07 Belki Alışman Lazım (Quizás deberías acostumbrarte)

08 Bal (Dulce)

09 Ah

10 Elimdeki Saz Yeter Canıma (Mi "Saz" es casi para mi) 

11 Haberin Yok Ölüyorum (No Tienes Idea que Muero)

12 Bu Akşam (Versión acústica)

13 Kırmış Kalbini (Versión acústica) (bonus track - not listed on the CD)

- Konser (2004) (Traducción: Concierto o En Vivo)

01 Bu Akşam (Esta Noche)

02 Masal (Cuento de Hadas)

03 Bebek (Nena)

04 İstanbul

05 Senin Gibi (Como tuyo)

06 Oje (Esmalte)

07 Gurbet (Fuera)

08 Çile Bülbülüm (Canta, Mi Ruiseñor)

09 Belki Alışman Lazım (Quizás deberías acostumbrarte)

10 Halimiz Duman

11 Herşeyi Yak (Quémalo Todo)

12 Yalnızlık Paylaşılmaz (La Soledad No Puede Ser Compartida)

13 Hayatı Yaşa (Vive la Vida)

14 Olmadı Yar (Intro) (No funcionó)

15 Olmadı Yar (No funcionó)

16 Köprüaltı (Bajo el puente)

- Seni Kendime Sakladım (Te Escondí de mí Mismo(2005)

01 Özgürlüğün Ülkesi (La Tierra de Libertad) 

02 Sayın Bayan (Querida Señora)

03 Yanıbaşımdan (Desde mi Lado) 

04 Seni Kendime Sakladım (Te escondí de mí mismo)

05 Sen Ben (Tú, yo)

06 Melek (Angel)

07 En Güzel Günüm Gecem (Mi mejor día, mi mejor noche)

08 Yürekten (Desde el corazón)

09 Aman Aman (Piedad piedad)

10 Sadece Koklayacaktım (Sólo Iba a Oler)

11 Rüyanda Görsen İnanma (No creas lo que ves dentro de tus sueños)

12 Geçmiş Olsun (Desmasiado tarde)

- Duman I & II (2009)

01 Dibine Kadar (Cualquier camino)

02 Sarhoş (Borracho)

03 Sor Bana Pişman mıyım ? (Pregúntame si me he lamentado)

04 Hayvan (Animal) 

05 Yalan (Mentira) 

06 Sevdim Desem (La forma que amé) 

07 Yağmurun Sabahında (Bajo la lluvia en la mañana) 

08 Helal Olsun 

09 Rezil (Infame) 

10 Bu Aşk Beni Yorar (Este Amor me Agota)

11 Balık (Pez) 

12 Senin Marşın (Tu himno) 

13 Senden Daha Güzel (Más bonita que tú) 

14 İyi de Bana Ne (Bien,¿Qué me decías?) 

15 Elleri Ellerime (Tus manos a mi)

16 Paranoya (Paranoia)

17 Vals (Vals) 

18 Kümbela 

19 Tövbe (Arrpentimiento) 

20 Of 